# 藤原枝良
藤原 枝良（ふじわら の えだよし）は、平安時代前期の公卿。藤原式家、左大臣・藤原緒嗣の孫。刑部卿・藤原春津の八男。官位は従四位上・参議。

## 経歴
陽成朝の元慶7年（883年）に太皇太后宮少進に任官し、光孝朝末の仁和3年（887年）従五位下に叙爵する。宇多朝では引き続き、太皇太后宮大進/亮として太皇太后・藤原明子に仕える一方で、中務少輔/大輔・民部少輔を歴任した。
寛平9年（897年）権右少弁次いで左少弁に任ぜられると、同年7月に醍醐天皇の即位に伴い従五位上、延喜2年（902年）右中弁、延喜3年（903年）正五位下、延喜6年（906年）従四位下と弁官を務めながら昇進を重ねた。またこの間、昌泰3年（900年）藤原明子の崩御により太皇太后宮亮を辞す一方で、延喜4年（904年）保明親王が春宮に立てられると春宮大進のち権亮を兼ねている。
延喜7年（907年）弁官から修理大夫に遷るが、延喜13年（913年）従四位上・参議に叙任され、69歳にして公卿に列した。議政官として修理大輔を兼帯する傍ら、相模守・讃岐守と地方官も兼ねている。
延喜17年（917年）5月27日卒去。享年73。最終官位は参議従四位上行修理大夫兼讃岐守。

## 官歴
『公卿補任』による。
- 元慶7年（883年） 2月14日：太皇太后宮少進（太皇太后・藤原明子）
- 仁和3年（887年） 正月10日：従五位下
- 寛平5年（893年） 7月23日：兼中務少輔
- 寛平6年（894年） 8月16日：中務大輔兼太皇太后宮大進
- 寛平7年（895年） 8月16日：兼民部少輔
- 寛平9年（897年） 正月11日：兼太皇太后宮亮。2月14日：権右少弁、亮如元。6月19日：左少弁。7月13日：従五位上
- 昌泰2年（899年） 正月11日：兼讃岐守。2月11日：太皇太后宮亮
- 昌泰3年（900年） 5月23日：止太皇太后宮亮（崩御）
- 延喜2年（902年） 正月26日：右中弁
- 延喜3年（903年） 正月7日：正五位下
- 延喜4年（904年） 2月10日：兼春宮大進（春宮・保明親王）
- 延喜6年（906年） 正月7日：従四位下。3月25日：春宮権亮
- 延喜7年（907年） 正月13日：修理大夫
- 延喜9年（909年） 閏8月4日：兼相模権守
- 延喜13年（913年） 正月7日：従四位上。正月28日：参議、修理大夫春宮権亮等如元
- 延喜14年（914年） 4月22日：兼相模守
- 延喜15年（915年） 6月25日：兼讃岐守
- 延喜17年（917年） 5月27日：卒去（参議従四位上行修理大夫兼讃岐守）

## 系譜
『尊卑分脈』による。
- 父：藤原春津
- 母：紀御依の娘
- 妻：息長息継の娘
  - 三男：藤原忠文（873-947）
- 生母不詳の子女
  - 男子：藤原忠舒
  - 男子：藤原忠家
  - 男子：藤原忠衡